# Canal Olympia
Pour les articles homonymes, voir Olympia.
Canal Olympia est une société de cinéma africaine. Les cinémas africains et la société théâtrale s’étendent sur tout le continent. La société dispose de cinémas au Bénin, au Burkina Faso, au Sénégal, au Nigéria, au Rwanda, au Togo, au Gabon, en Guinée et au Cameroun, entre autres.

## Histoire
La société de cinéma Olympia a été créée pour la première fois en 2017 .
Le 27 avril 2018, il a été annoncé à Paris, en France, qu’Orange et Vivendi avaient signé un accord avec WilliOlympia, avec lequel le programme Cinedays d’Orange serait mis à la disposition des clients qui visitent les cinédays de WilliOlympia.
En 2018, la société a ouvert sa dixième installation et la seconde dans la ville de Lome, au Togo,.